# Maos Lyst
Maos Lyst er et kollektiv på Svanemøllevej 88 i Hellerup. Juridisk navn: Andelsboligforeningen Kollektivgruppen af 1967.
Maos Lyst blev grundlagt i 1968 som Svanemølle-kollektivet, men skiftede i 1970 navn til Maos Lyst. Det er blandt andet kendt for, at alle beboerne på et tidspunkt tog mellemnavnet "Kløvedal", efter elvernes højborg i Ringenes Herre. I 1971 lavede Henning Carlsen dokumentarfilmen "Er I bange?", som hovedsageligt handler om Maos Lyst. Kollektivet har haft flere kendte beboere, heriblandt Ebbe Kløvedal Reich, Troels Kløvedal og Henning Prins.